# Poecilasthena scoliota
Poecilasthena scoliota är en fjärilsart som beskrevs av Edward Meyrick 1891. Poecilasthena scoliota ingår i släktet Poecilasthena och familjen mätare. Inga underarter finns listade i Catalogue of Life.